# انجیر برگ‌درشت
انجیر برگ‌درشت (نام علمی: Ficus macrophylla) نام یک گونه از سرده انجیر از خانواده موراسه است که بومی شرق استرالیا از فلات آثرتون (۱۷درجه جنوبی) در شمال تا ایلاوارا ( ۳۴ درجه جنوبی ) در نیوساوت ولز و جزیره لردهاو است. نام شناخته آن از خلیج موردن در کوئینزلند استرالیا گرفته شده‌است. این درخت به دلیل داشتن ریشه‌های نگهدارنده زیبایش که معمولاً به پیاده‌روهای شهری نیز آسیب می‌رسانند، شناخته شده‌است.
بیشتر زیبایی این به درخت شکل برگ آن است و این درخت مناسب سایبان و کاشت به صورت تک درخت است. درختی چشمگیر، بسیار گسترده، با تنه ضعیف و کوتاه است. برگ‌ها نمای نیمه حاره‌ای دارند و بزرگ و ضخیم و سطح فوقانی سبز و براق و سطح تحتانی قهوه‌ای – سبز است. انجیر برگ‌درشت سایبان خوبی برای باغ‌های وسیع است و هرگز نباید در باغچه‌های کوچک کاشته شود و فقط در نواحی معتدل و سواحل گرم رشد می‌کند.
ارتفاع آن ۱۶-۱۳ متر و قطر تاج پوششی آن ۳۵-۱۶ متر است و درختی گسترده با شاخه‌های ضخیم که تاجی متراکم و گرد ایجاد می‌کند. بن ساقه به‌طور محسوسی متورم است و پوست تنه خاکستری روشن و در درختان مسن چین‌خورده‌است. برگ‌ها گوشتی ساده و متناوب و کامل به درازای ۲۵-۱۵ سانتی‌متر و پهنای ۱۰-۷ سانتی‌متر که رنگ آنها سبز پررنگ و براق در سطح فوقانی و قهوه‌ای روشن در سطح تحتانی است. گل‌های این درخت اهمیت زینتی ندارند اما میوه آن خوراکی و تقریباً بنفش با خال‌های سفید و به قطر ۳-۲ سانتی‌متر که از خرداد تا مرداد نمایان می‌شوند.